# Делител на напрежение
Делителят на напрежение  е устройство с еквивалентна схема на четириполюсник, в което входното и изходното електрическо напрежение са свързани с предварително зададен коефициент на предаване {\displaystyle 0\leqslant a\leqslant 1}.
Като най-прости делители на напрежение се използват променливи резистори (потенциометри) или резистори свързани последователно в електрическата верига. По такъв начин веригата се разделя на два участъка, наричани рамена, сумата на напрежения върху които е равно на входното напрежение. Рамото между нулевия потенциал и изходното напрежение от средната точка се нарича долно, а рамото между изходното напрежение и входното напрежение се нарича горно рамо. Това условно деление се прилага независимо от схемното конструктивно решение на делителя.

## Принцип и математическа обосновка
В най-общия случай делителят на напрежение е съставен от последователно включените комплексни съпротивления {\displaystyle Z_{1}} и {\displaystyle Z_{2}} като товар към източник на електрическо напрежение {\displaystyle V_{\mathrm {in} }}. Комплексните съпротивления може да са съставени от активни съпротивления или да имат капацитивен или индуктивен характер.
Изходното напрежение на делителя е между общата точка на двете съпротивления и общия проводник с нулев потенциал между входа и изхода на четириполюсника, т.е. изходното напрежение е падът на напрежение {\displaystyle V_{\mathrm {out} }} върху {\displaystyle Z_{2}}.
Съгласно закона на Ом {\displaystyle V_{\mathrm {in} }} може да се представи чрез тока в електрическата верига и съпротивленията като
{\displaystyle V_{\mathrm {in} }=I\cdot (Z_{1}+Z_{2})}
Изходното напрежение се формулира като
{\displaystyle V_{\mathrm {out} }=I\cdot Z_{2}},
откъдето токът се определя като
{\displaystyle I={\frac {V_{\mathrm {in} }}{Z_{1}+Z_{2}}}},
а изходното напрежение при ток {\displaystyle I} във веригата
{\displaystyle V_{\mathrm {out} }=V_{\mathrm {in} }\cdot {\frac {Z_{2}}{Z_{1}+Z_{2}}}}
Коефициентът на предаване се изразява със съотношенията
{\displaystyle a={\frac {V_{out}}{V_{in}}}={\frac {Z_{2}}{Z_{1}+Z_{2}}}}

## Видове
Делителите на напрежение в зависимост от характера на промяната на напрежението биват:
- Линейни, когато изходното напрежение от делителя се изменя по линеен закон в зависимост от входното напрежение. Такива делители се използват за задаване на управляващи потенциали или създават работни напрежения в различни точки на електронните схеми;
- Нелинейни, когато изходното напрежение на делителя зависи нелинейно от коефициент {\displaystyle a} и намират приложение във функционални потенциометри.

В зависимост от градивните елементи биват:
- Делители с активно съпротивление;
- Делители на напрежение с реактивно съпротивление.

## Резисторен делител на напрежение
Най-простият резисторен делител на напрежение представлява два последователно включени резистора {\displaystyle R_{1}} и {\displaystyle R_{2}}, включени в електрическа верига към източник на напрежение {\displaystyle U}. Последователното свързване на резисторите определя протичането на електрически ток със сила в съответствия със законите на Кирхоф, и с пад на напрежение върху всеки, пропорционален на стойността на съпротивлението му в съответствие със закона на Ом. Поради характера на свързването, токът през резисторите в двете рамена е еднакъв.
{\displaystyle \ U=IR}.
За всеки резистор:

{\displaystyle \ U_{1}=IR_{1}}

{\displaystyle \ U_{2}=IR_{2}}
Ако разделим {\displaystyle U_{1}} на {\displaystyle U_{2}} за това отношение ще получим:

{\displaystyle {\frac {U_{1}}{U_{2}}}={\frac {R_{1}}{R_{2}}}}
Вижда се, че отношението на напреженията {\displaystyle U_{1}} и {\displaystyle U_{2}} е точно пропорционално на отношението между съпротивленията {\displaystyle R_{1}} и {\displaystyle R_{2}}
Като се използва равенството

{\displaystyle \ U=U_{1}+U_{2}}, в което {\displaystyle U_{1}=IR_{1}} и {\displaystyle U_{2}=IR_{2}}
може да се изрази електрическия ток през делителя:

{\displaystyle I={\frac {U}{R_{1}+R_{2}}}}
Като се приеме че {\displaystyle U_{2}} е изходното напрежение на делителя на напрежение, връзката между него и входното напрежение {\displaystyle U}) напрежение делителя:

{\displaystyle U_{2}=U{\frac {R_{2}}{R_{2}+R_{1}}}}

## Делител от индуктивни елементи
Когато комплексните съпротивления {\displaystyle Z_{1}} и {\displaystyle Z_{2}} са индуктивности съответно {\displaystyle L_{1}} и {\displaystyle L_{2}}, то
{\displaystyle V_{out}=V_{in}\cdot {\frac {L_{2}}{L_{1}+L_{2}}}}
Когато от източникът на входното напрежение във веригата протича постоянен ток, изходното напрежение ще е пропорционално на активното съпротивление на бобините, както при резисторния делител на напрежение. Този делител се използва основно за делител в електрически вериги с променливо напрежение и в електрическата верига протича променлив ток. Чрез горното уравнение се изразява взаимодействието между двете индуктивности, където може да участва и взаимната индукция на двете бобини за определяне изходното напрежение на делителя.

## Капацитивен делител на напрежение
Когато комплексните съпротивления {\displaystyle Z_{1}} и {\displaystyle Z_{2}} са кондензатори с капацитет съответно {\displaystyle C_{1}} и {\displaystyle C_{2}}, то в такава електрическа верига не може да протече постоянен ток. За променливо напрежение изходното напрежение на делителя ще се определи като:
{\displaystyle V_{out}=V_{in}\cdot {\frac {C_{1}}{C_{1}+C_{2}}}}
Протичането на ток през капацитивния делител се определя от импедансите на двете рамена, които силно са зависими от честотата на приложеното електрическо напрежение. С използването на по-сложни схеми в рамената на делителя (напр. включени паралелно резистори и кондензатори) може да се определи изходно {\displaystyle V_{in}} от постоянен ток до напрежение в определен честотен диапазон. Капацитивният делител намира приложение и в енергетиката за контрол на свръхвисоките напрежения, където изграждането на напрежителен трансформатор е технически и икономически неизгодно. За подобряване на работата на делителя понякога в точката с по-нисък потенциал паралелно се свързва регулируема индуктивност настроена в резонанс с капацитета.

## Нискочестотен RC филтър
Когато {\displaystyle Z_{1}} и {\displaystyle Z_{2}} са съответно резистор {\displaystyle R} и кондензатор {\displaystyle C}, то за електрическата верига реактивното съпротивление на този елемент е
{\displaystyle Z_{2}=-jX_{\mathrm {C} }={\frac {1}{j\omega C}}}{\displaystyle \ }
където
j е имагинерната единица;
ω е кръговата честота характеризираща електрическия сигнал;
C капацитет на кондензатора.
Реактивното съпротивление се променя по горната формула от честотата на електрическите сигнали на входа на делителя.
Този делител определя следното отношение на напреженията на входа и изхода
{\displaystyle {V_{\mathrm {out} } \over V_{\mathrm {in} }}={Z_{\mathrm {2} } \over Z_{\mathrm {1} }+Z_{\mathrm {2} }}={{1 \over j\omega C} \over {1 \over j\omega C}+R}={1 \over 1+j\omega \ RC}}.
Произведението от съпротивлението на резистора и капацитета на кондензатора се нарича времеконстанта на електрическата верига и се обозначава с τ (tau) = RC.
Съотношението на напреженията зависи от честотата и намалява с нейното увеличаване, т.е. увеличаването на реактивното съпротивление {\displaystyle X_{C}} увеличава изходното напрежение {\displaystyle V_{in}}. В този смисъл това е схема на нискочестотен филтър. Изразеното съотношение съдържа имагинерно число, с което се определя не само амплитудата, но и фазата на електрическото напрежение. За да се извлече съотношението на амплитудите, се определя само величината на съотношението:
{\displaystyle \left|{\frac {V_{\mathrm {out} }}{V_{\mathrm {in} }}}\right|={\frac {1}{\sqrt {1+(\omega RC)^{2}}}}\ }

## Особености
Изходното напрежение на делителя на напрежение е силно зависимо от товара, включен към електрическата верига. Съпротивлението на товара е паралелно включено към {\displaystyle Z_{2}}. Това означава, че протичащия ток през товара по закона на Кирхоф, протича и през {\displaystyle Z_{1}}, което при промяната на товара ще променя и съотношението
{\displaystyle a={\frac {V_{out}}{V_{in}}}}.
За да се запазят функциите на делителя на напрежение и неговото изходно напрежение да се променя малко в приемливи граници за електронните схеми в които се прилага, токът протичащ през товара трябва да е пренебрежимо малък в сравнение с токът през двете основни съпротивления. Това условие ще се спазва, когато товарът е със съпротивление от 100 до 1000 пъти по-голямо като стойност от това на {\displaystyle Z_{2}}. При разчетите за реалния делител на напрежение трябва да се отчетат промените на основния източник на напрежение, стандартния ред на съпротивленията на резисторите и процентното им отклонение от тяхната средна стойност, промяната на температурния коефициент на съпротивленията и отделяната мощност от делителят.
Разсейваната мощност за резисторен делител на напрежение например, трябва да се отчита като
{\displaystyle \ P=I^{2}(R_{1}+R_{2})}, където {\displaystyle I} е токът на делителя без товар.

## Използване в електронни схеми
Делителят на напрежение не се използва като схема за електрическо захранване, поради отлагането на значителна мощност върху съпротивленията на делителя. Не е възможно използването за задвижване на електрически машини или електрически нагревателни елементи. В тези случаи, за да се спази горното условие, поради ниската стойност на съпротивлението на делителя през него ще протича електрически ток с висока стойност и ще се разсейва безполезно голяма електрическа мощност. Когато се използва за такива цели, то токът през товара трябва да е незначителен в сравнение с този протичащ през двете рамена на делителя.
В електронната схемотехника делителят на напрежение намира приложение във вериги за определяне работния режим на активни и полупроводникови елементи, за създаване на преднапрежения в управляващи вериги или в качеството си на реактивен делител, какъвто е най-простия случай на дадения по-горе нискочестотен филтър. При включване в рамената му на нелинейни елементи намира приложение на параметричен стабилизатор на напрежение.
В електрониката на операционните усилватели, делителят на напрежение се използва за създаване на виртуална маса. В енергетиката важно приложение е използването му за измерване и следене на свръхвисоки напрежения, при които употребата на напрежителен трансформатор е технически и икономически неизгодно. Някои автотрансформатори и потенциометрите също могат да се разглеждат като делители на напрежение.